# Kuejtí
Kuejtí (arabsky القعيطي‎, anglicky Qu'aiti), oficiálně Stát Kuejtí v Hadramautu (arabsky الدولة القعيطية الحضرمية‎‎, anglicky Qu'aiti State in Hadhramaut) nebo Sultanát Kuejtí Šihru a Mukally (arabsky سلطنة الشحر والمكلاا‎, anglicky Qu'aiti Sultanate of Shihr and Mukalla) byl jeden ze států v regionu Hadramaut na jihu Arabského poloostrova, který existoval v 19. a 20. století. Jeho hlavním městem byla Mukalla. Stát se dělil na šest provincií včetně hlavního města, přičemž zbývajících pět byly Šihr, Šibam, Duen, Západní provincie a Hajr.

## Historie
Synové Omara bin Aváz al-Kuejtího, kteří se stali indickými vojenskými důstojníky v ozbrojených silách nizáma v Hajdarábádu, obsadili v roce 1858 město Šibam ve státě Kasírí a ujali se v něm vlády. Následně se jim podařilo ovládnout města Šihr v roce 1866 a Mukallu v roce 1881 a převzali tak kontrolu nad pobřežím Hadramautu. V roce 1888 podepsali dohodu s Brity a vytvořili sjednocený sultanát, který se v roce 1902 stal částí Adenského protektorátu.
V 60. letech 20. století se Kuejtí nepřipojil k Jihoarabské federaci a zůstal pod britskou ochranou jako součást Jihoarabského protektorátu. Po odstoupení sultána OSN slíbila 17. září 1967 referendum o budoucnosti sultanátu, ale to se neuskutečnilo, komunisté sultanát ovládli a ten se 30. listopadu 1967 stal součástí Jižního Jemenu.
Referendum se pak nekonalo ani v roce 1990, kdy se Jižní a Severní Jemen sjednotili do Jemenské republiky. Po 16. dubnu 2015 po bitvě o Mukallu se většina území někdejšího sultanátu dostala pod kontrolu militantní islamistické organizace Al-Kajdá na Arabském poloostrově.

## Seznam sultánů
Vládnoucí sultány v Kuejtí zachycuje tabulka:
| začátek vlády | konec vlády | tituly     | jméno                                  |
| ------------- | ----------- | ---------- | -------------------------------------- |
| 1882          | 1888        | Sultán     | Abduláh bin Omar al-Kuejtí             |
| 1902          | 1909        | Sultán     | Aváz I bin Omar al-Kuejtí              |
| 1909          | 1922        | Sultán     | Ghalib I bin Aváz al-Kuejtí            |
| 1922          | 1936        | Sultán     | Omar bin Aváz al-Kuejtí                |
| 1936          | 1956        | Sultán Sir | Saleh bin Ghalib al-Kuejtí             |
| 1956          | 1966        | Sultán     | Aváz II bin Saleh al-Kuejtí            |
| 1966          | 1967        | Sultán     | Ghalib II bin Aváz bin Saleh al-Kuejtí |

## Poštovní známky
Od roku 1942 vydával sultanát poštovní známky označené "Qu'aiti State od Shihr and Mukalla" s nadtitulem "Aden". Do roku 1953 vyšlo takto celkem 28 známek. Od roku 1955 se na známkách objevil nový název "Qu'aiti State in Hadramaut" a v roce 1966 je uveden nový nadtitul "South Arabia". Takto vyšlo dalších 59 známek. Přes nevyjasněnou poštovní funkci některých emisí zvláště z roku 1967 odborníci tyto známky do filatelistických katalogů zařadili.